# 제주 항파두리 항몽 유적
제주 항파두리 항몽 유적(濟州 缸坡頭里 抗蒙 遺蹟)은 대한민국 제주특별자치도 제주시 애월읍에 있는, 원종 14년(1273) 전원 순의한 삼별초의 마지막 보루였던 곳이다. 1997년 4월 18일 대한민국의 사적 제396호로 지정되었다.

## 개요
제주 항파두리 항몽 유적은 고려 원종 11년(1270) 2월 고려 조정이 몽고군과 강화를 맺고 강화에서 개경으로 환도하면서 시작된 원 간섭기에 최후까지 항쟁하다 원종 14년(1273) 전원 순의한 삼별초의 마지막 보루였던 곳으로, 1997년 4월 18일에 사적 제396호로 지정되었다.
이 성은 해발 약 190∼215m에 있으며, 동쪽으로는 고성천이 있고 서쪽으로는 소왕천이 있다. 지형은 남고북저를 하고 있는데, 북쪽인 경우 토성부근이 급격한 경사를 이루고 있고 동쪽은 완만하나 서쪽은 단애를 이루는 하천을 두고 있어 성을 쌓기에는 천연적으로 적합한 지형을 이루고 있다. 전체적인 토질은 자갈이 약간 함유된 황갈색 토양으로 이뤄졌고, 찰기가 아주 강하기 때문에 토성을 쌓기에는 적합한 성질은 띤 토양이라 할 수 있다.

## 유적
당시에 쌓았던 토성이 부분적으로 남아 있으며 돌쩌귀, 기와, 자기, 연못터, 장수물, 구시물, 옹성물, 살 맞은 돌 등 많은 유적이 발견되었고, 주요 시설로는 관리사무소, 휴게소, 전시관, 순의문, 순의비를 두고 있다.

## 세부 유적
- 항몽순의비 : 몽골군에 대항해 최후를 맞이한 삼별초군의 넋을 기리기 위해 건립된 비석으로, 비석 전면의 ‘항몽순의비(抗蒙殉義碑)’란 제자(題字)는 박정희 대통령의 친필이다.
- 토성 : 김통정 장군은 삼별초군의 거점지인 항파두리에 흙을 이용하여 토성을 쌓아 여몽연합군과 대항하였다.
- 돌쩌귀 : 삼별초군이 항파두성 성문의 밑틀로 이용했을 것으로 추정되는 주춧돌이다. 항파두성에는 네 개의 성문이 있었다고 하며, 현재 돌쩌귀 10기가 보존되어 있다.
- 살맞은 돌 : 극락봉에서 삼별초군이 궁술연마시 과녁으로 사용했던 거대한 입석(立石)으로, 암석 표면에 화살촉이 박혀 있었다고 한다.
- 장수물 : 김통정 장군이 쫓기다가 토성 위에서 뛰어 내릴 때 바위에 발자국이 패여 그 곳에서 샘이 솟아나게 되었다는 전설이 깃든 곳이다.
- 구시물 : 성밖 서민 및 병사들의 음용수로 사용하였던 물이다.
- 옹성물 : 항파두성 북쪽 극락사 사찰 경내에 있는 생수로, 삼별초가 항파두리에 웅거할 당시 귀족계급들이 음료수로 사용했던 샘물이다.
- 파군봉[바굼지오름] : 파군봉은 해발 약 100m에 이르는 봉우리로 몽고군의 상륙부대를 맞아 삼별초가 항전했던 전적지다.
- 고성천과 소왕천 : 항파두성을 둘러싸고 있는 하천으로 성의 동편에는 고성천, 서편에는 소왕천이 있어 천연적인 방어 요새를 이루고 있다.

## 성과
1977년부터 현재까지 토지매입을 비롯한 토성복원사업, (시)발굴조사 등의 연차적인 정비사업을 계속해서 추진해 나가고 있으며, 특히 2011년도 제주 항파두리 항몽유적지 시굴조사 결과 항파두성의 중심부인 내성의 규모 및 내성 내 주요시설물(건물지)의 존재 및 다양한 유물을 확인함으로써 제주도에서의 삼별초 대몽 항쟁 본거지에 대한 구체적인 고고학적 증거를 파악하였다.

## 같이 보기
- 삼별초

## 참고 자료
- 제주 항파두리 항몽 유적 - 국가유산청 국가유산포털
- 제주 항파두리 항몽유적 - 제주시 문화유적 통합 홈페이지